# Karl-August Schreinzer

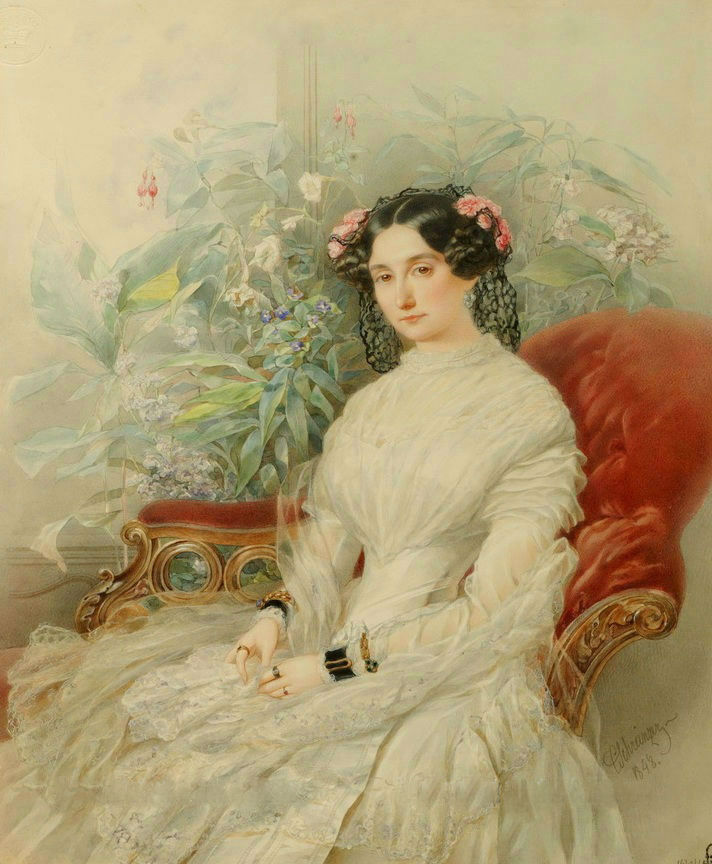
Catherine Tiesenhausen

Karl-August Schreinzer (russ. Карл-Август Матвеевич Шрейнцер, * 1815; † 10. Mai 1887 in Sankt Petersburg) war ein russischer Porträt- und Miniaturmaler österreichischer Abstammung. Er nahm die russische Staatsbürgerschaft an.
Karl-August Schreinzer studierte an der Kaiserlichen Kunstakademie in Sankt Petersburg. Nach dem Studienabschluss 1850 erhielt er den Titel des „nicht klassifizierten Aquarell-Porträtmalers“. Vor der Verbreitung in Russland der Porträtfotografie erhielt Schreinzer zahlreiche Aufträge für Porträts in Aquarell- und Ölmalerei. Das Aquarellporträt des Architekten, Professor Alexander Iwanowitsch Resanow, brachte ihm 1858 den Titel eines Akademiemitglieds.
Von 1859 bis 1873 bekleidete Schreinzer den Posten eines Inspektors der Kunstakademie, danach wurde er zum Kustos des Akademiemuseums ernannt. Er wurde mit dem Orden des Heiligen Wladimir dritter Klasse ausgezeichnet. Im Frühling 1886 erkrankte er an Kehlkopfkrebs und starb im nächsten Jahr.